# 배후령터널
배후령터널(Baehuryeong Tunnel, 背後嶺터널)은 강원특별자치도 춘천시 신북읍과 화천군 간동면을 잇는 국도 제46호선 상의 터널로, 배후령과 오봉산을 관통한다. 2004년 착공하여 2012년 3월 30일 개통하였으며, 개통 시부터 2016년 6월 30일 양북1터널 개통 이전까지 국내 최장 도로 터널이었다. 왕복 2차로의 터널 1개소로 구성되어 있으며, 길이는 5,057m에 폭은 11.5m, 높이는 10.2m이다.

## 사진

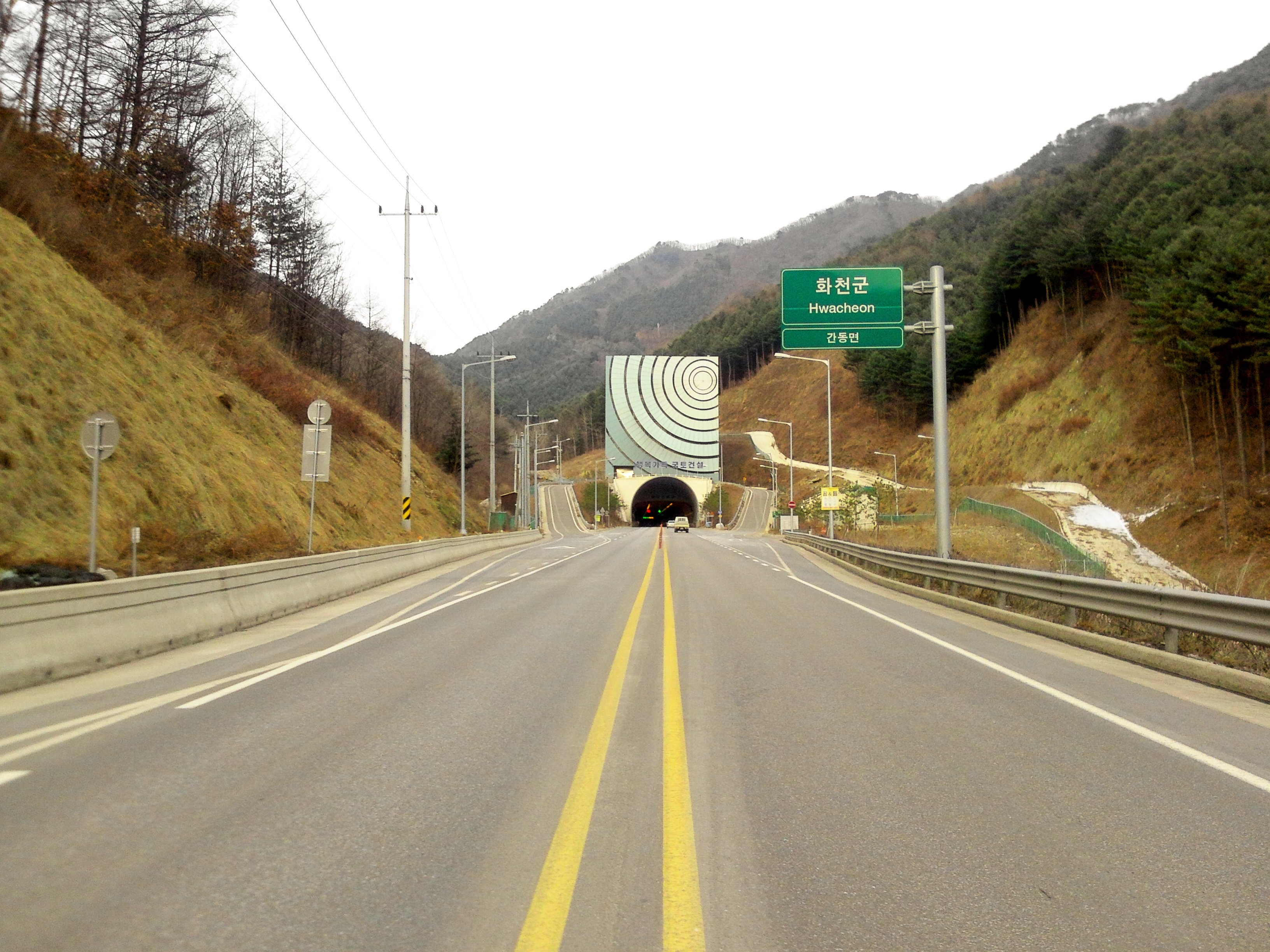
춘천측 배후령터널 입구
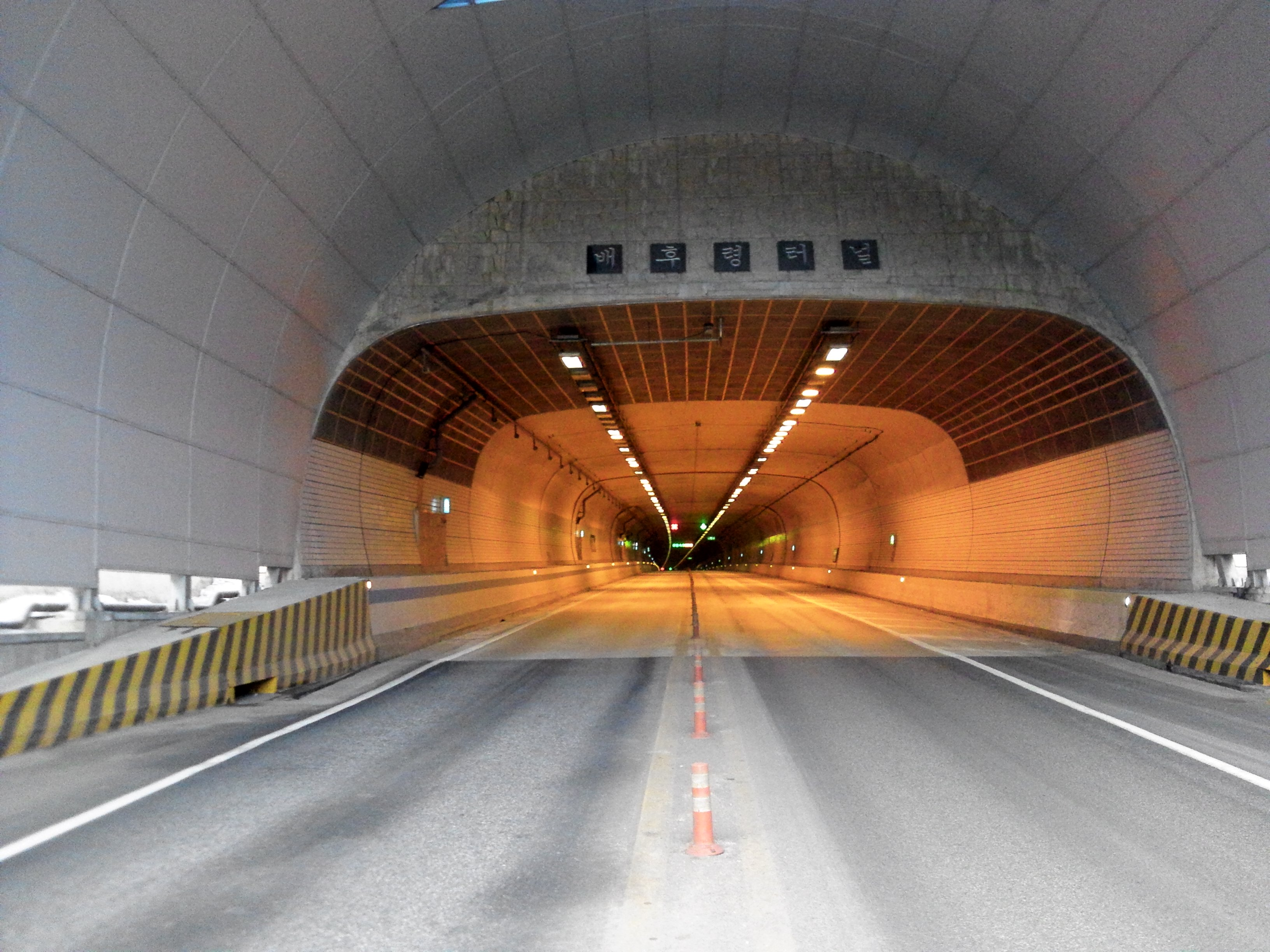
배후령터널 입구
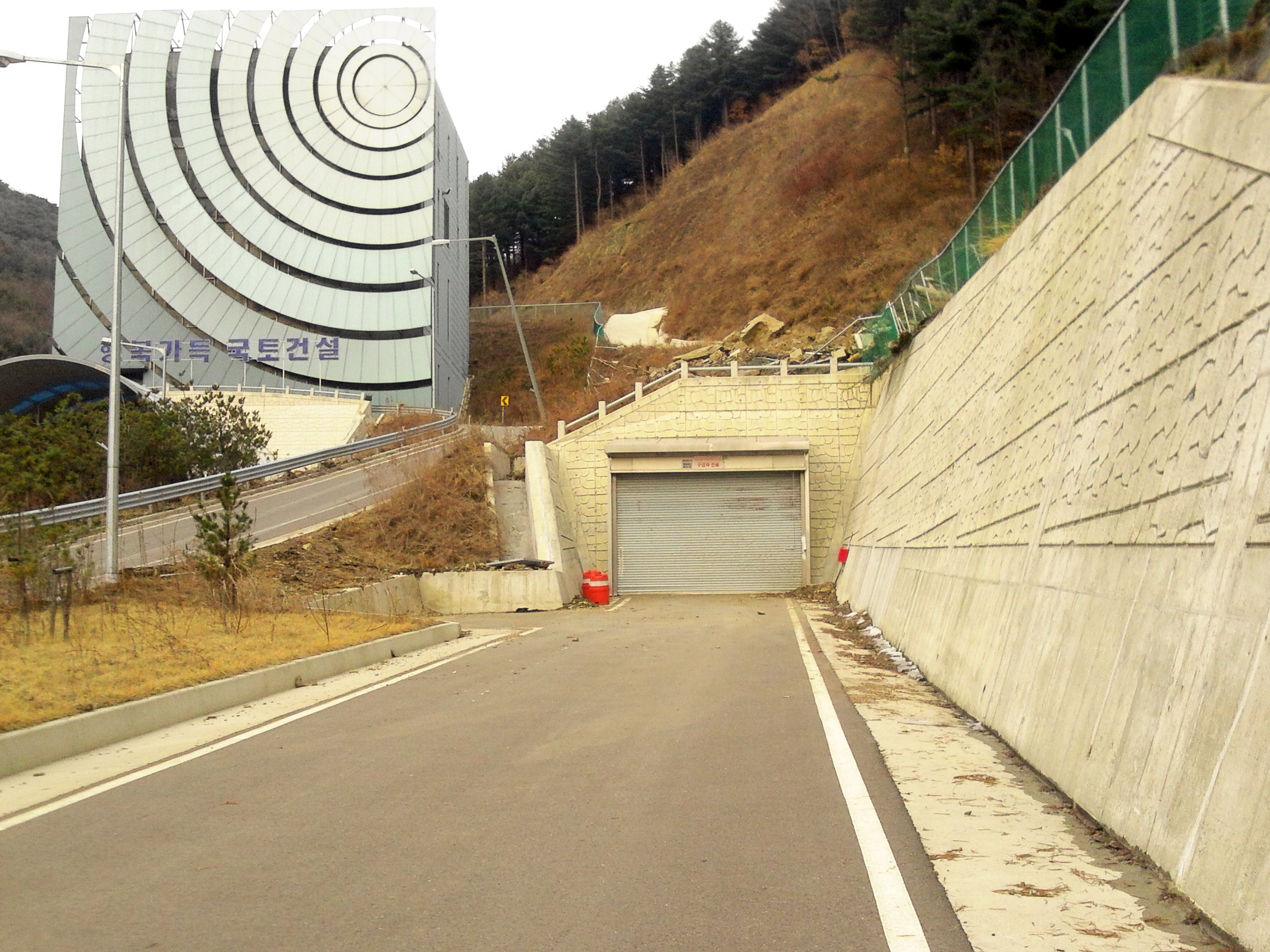
춘천측 긴급터널 입구

## 같이 보기
- 추곡터널: 화천 방면, 다음 터널

- 인제양양터널
- 양북1터널
- 사패산터널
- 죽령터널